# Lionel Van Praag
Lionel Van Praag, Australiensare född 1908, död 1987, var den förste världsmästaren i speedway.